# پریتینیا
پریتینیا (پرتغالی: Pretinha؛ زادهٔ ۱۹ مهٔ ۱۹۷۵) بازیکن فوتبال زن اهل برزیل بود.
از باشگاه‌هایی که در آن بازی کرده‌است می‌توان به واشینگتن فریدام و باشگاه فوتبال آی ان ای سی کوبه لئونسا اشاره کرد.
وی همچنین در تیم ملی فوتبال زنان برزیل بازی کرده‌است.
وی در مسابقات کشوری و بین‌المللی در مجموع برندهٔ ۱ مدال نقره شده‌است.